# 1967 a jogalkotásban
1967-ben az alábbi jogszabályokat alkották meg:

## Magyarország

### Törvények (7)
- 1967. évi I. törvény 	 a Magyar Népköztársaság 1967. évi költségvetéséről
- 1967. évi II. törvény a munka törvénykönyvéről
- 1967. évi III. törvény 	 a mezőgazdasági termelőszövetkezetekről
- 1967. évi IV. törvény 	 a földtulajdon és a földhasználat továbbfejlesztéséről
- 1967. évi V. törvény 	 a Magyar Népköztársaság és a Német Demokratikus Köztársaság között Budapesten  1967. május 18-án aláírt Barátsági, Együttműködési és Kölcsönös Segélynyújtási Szerződés törvénybe iktatásáról
- 1967. évi VI. törvény 	 a Magyar Népköztársaság és a Szovjetunió között Budapesten 1967. szeptember 7-én aláírt Barátsági, Együttműködési és Kölcsönös Segítségnyújtási Szerződés törvénybe iktatásáról
- 1967. évi VII. törvény 	 a Magyar Népköztársaság 1968. évi költségvetéséről

### Törvényerejű rendeletek (42)
- 1967. évi 1. törvényerejű rendelet 	 a Magyar Népköztársaság és a Tunéziai Köztársaság között Budapesten 1966. május 25-én aláírt kulturális és tudományos együttműködésről szóló egyezmény kihirdetéséről
- 1967. évi 2. törvényerejű rendelet 	 a tartási, az életjáradéki és az öröklési szerződésre vonatkozó szabályok kiegészítéséről
- 1967. évi 3. törvényerejű rendelet 	 a Magyar Népköztársaság Kormánya és a Német Demokratikus Köztársaság Kormánya között a nemzetközi gépjárműforgalom tárgyában Budapesten, 1966. évi augusztus hó 1. napján aláírt Egyezmény kihirdetéséről
- 1967. évi 4. törvényerejű rendelet 	 a Magyar Népköztársaság és a Francia Köztársaság között Budapesten 1966. július 28-án aláírt műszaki-tudományos együttműködésről szóló egyezmény kihirdetéséről
- 1967. évi 5. törvényerejű rendelet 	 a Magyar Népköztársaság és a Francia Köztársaság között Budapesten 1966. július 28-án aláírt kulturális együttműködésről szóló egyezmény kihirdetéséről
- 1967. évi 6. törvényerejű rendelet 	 a Magyar Népköztársaság és a Bolgár Népköztársaság között a polgári, családjogi és bűnügyi jogsegély tárgyában Szófiában, az 1966. évi május hó 16. napján aláírt szerződés kihirdetéséről
- 1967. évi 7. törvényerejű rendelet 	 az ipari tulajdon oltalmára létesült uniós egyezmények Lisszabonban az 1958. évi október 31. napján és Nizzában az 1957. évi június 15. napján felülvizsgált, illetve létrehozott szövegének kihirdetéséről
- 1967. évi 8. törvényerejű rendelet 	 minisztériumi átszervezésekről
- 1967. évi 9. törvényerejű rendelet 	 az Országos Termelőszövetkezeti Tanácsról szóló törvényerejű rendelet hatályon kívül helyezéséről
- 1967. évi 10. törvényerejű rendelet 	 a népi ellenőrzésről szóló 1960. évi 9. törvényerejű rendelettel módosított 1957. évi VII. törvény módosításáról
- 1967. évi 11. törvényerejű rendelet 	 az Állami Egyházügyi Hivatal felállításáról szóló 1959. évi 25. törvényerejű rendelet egyes rendelkezéseinek módosításáról
- 1967. évi 12. törvényerejű rendelet 	 a Magyar Népköztársaság Kormánya és a Francia Köztársaság Kormánya között a nemzetközi közúti fuvarozás tárgyában Budapesten, 1966. évi október hó 8. napján aláírt Megállapodás kihirdetéséről
- 1967. évi 13. törvényerejű rendelet 	 a Magyar Néphadsereg tiszti iskoláinak katonai főiskolává nyilvánításáról
- 1967. évi 14. törvényerejű rendelet 	 a Budapesti Műszaki Egyetem, valamint az Építőipari és Közlekedési Műszaki Egyetem egyesítéséről
- 1967. évi 15. törvényerejű rendelet 	 A Magyar Népköztársaság Kormánya és a Tanzániai Egyesült Köztársaság Kormánya között Budapesten 1965. szeptember 8-án aláírt „Kereskedelmi Megállapodás”, valamint Dar Es Salaamban 1966. február 15-én aláírt „Műszaki és Tudományos Együttműködési és Kölcsönös Segítségnyújtási Megállapodás” kihirdetéséről
- 1967. évi 16. törvényerejű rendelet 	 a Magyar Népköztársaság Kormánya és a Csehszlovák Szocialista Köztársaság Kormánya között a légi járatok tárgyában Budapesten, 1966. évi április hó 27. napján aláírt Egyezmény kihirdetéséről
- 1967. évi 17. törvényerejű rendelet 	 a Magyar Népköztársaság Kormánya és a Szovjet Szocialista Köztársaságok Szövetsége Kormánya között a nemzetközi gépjárműközlekedés tárgyában Budapesten, 1966. évi március hó 19. napján aláírt Egyezmény kihirdetéséről
- 1967. évi 18. törvényerejű rendelet 	 a Magyar Népköztársaság Kormánya és a Belga Királyság Kormánya között a kereskedelmi járművekkel végzett közúti személy- és árufuvarozás tárgyában Brüsszelben, 1967. évi március hó 20. napján aláírt Megállapodás kihirdetéséről
- 1967. évi 19. törvényerejű rendelet 	 a tudományos minősítésről és a tudományos fokozatokról szóló 1963. évi 19. törvényerejű rendelet egyes rendelkezéseinek módosításáról
- 1967. évi 20. törvényerejű rendelet 	 a Magyar Népköztársaság 1966. évi költségvetésének végrehajtásáról
- 1967. évi 21. törvényerejű rendelet 	 a Magyar Népköztársaság és az Osztrák Köztársaság között az útlevél- és vámkezelésről Bécsben 1965. április 9-én aláírt Egyezmény kihirdetéséről
- 1967. évi 22. törvényerejű rendelet 	 a Nemzetközi Atomenergia Ügynökség kiváltságairól és mentességeiről Bécsben, 1959. július 1-jén létrejött Egyezmény kihirdetéséről
- 1967. évi 23. törvényerejű rendelet 	 az Egyesült Nemzetek szakosított intézményeinek kiváltságairól és mentességeiről New Yorkban 1947. november 21-én kelt Egyezmény kihirdetéséről
- 1967. évi 24. törvényerejű rendelet 	 a Magyar Népköztársaság és az Osztrák Köztársaság között a kölcsönös polgári jogsegélyforgalomról és az okiratokról Bécsben, az 1965. évi április hónap 9. napján aláírt szerződés kihirdetéséről
- 1967. évi 25. törvényerejű rendelet 	 a Magyar Népköztársaság és az Osztrák Köztársaság között a hagyatéki ügyek szabályozásáról Bécsben, az 1965. évi április hó 9. napján aláírt szerződés kihirdetéséről
- 1967. évi 26. törvényerejű rendelet 	 az Egyetemes Postaegyesület 1964. évi július hó 10. napján Bécsben aláírt Alapokmányának kihirdetéséről
- 1967. évi 27. törvényerejű rendelet 	 a gazdasági és pénzügyi ellenőrzés rendjének szabályozásáról
- 1967. évi 28. törvényerejű rendelet 	 a lakosság községfejlesztési hozzájárulása rendszeréről
- 1967. évi 29. törvényerejű rendelet 	 az időleges munkakötelezettségről
- 1967. évi 30. törvényerejű rendelet 	 a nemzetközi ágazati gazdasági együttműködési szervezetek jogállásáról és kiváltságairól Varsóban 1966. szeptember 9-én elfogadott egyezmény kihirdetéséről
- 1967. évi 31. törvényerejű rendelet 	 a Magyar Népköztársaság és a Német Demokratikus Köztársaság között Berlinben 1967. július 7-én aláírt kulturális és tudományos együttműködési egyezmény kihirdetéséről
- 1967. évi 32. törvényerejű rendelet 	 a Magyar Népköztársaság Kormánya és a Jugoszláv Szocialista Szövetségi Köztársaság Kormánya közötti idegenforgalmi együttműködés tárgyában Belgrádban 1966. évi május hó 11. napján aláírt egyezmény kihirdetéséről
- 1967. évi 33. törvényerejű rendelet 	 a Magyar Népköztársaság és a Francia Köztársaság között Budapesten  1966. július 28-án aláírt konzuli egyezmény kihirdetéséről
- 1967. évi 34. törvényerejű rendelet 	 a mezőgazdasági lakosság jövedelemadójára vonatkozó szabályok megállapításáról
- 1967. évi 35. törvényerejű rendelet 	 az új (időközi) választásokról, valamint az országgyűlési képviselők és a tanácstagok jogi helyzetének rendezéséről igazgatási területváltozás esetén
- 1967. évi 36. törvényerejű rendelet 	 a Magyar Nemzeti Bankról
- 1967. évi 37. törvényerejű rendelet 	 a Magyar Nemzeti Bank részvényeinek kicseréléséről
- 1967. évi 38. törvényerejű rendelet 	 a kisiparosok ipargyakorlásáról szóló 1964. évi 22. törvényerejű rendelettel módosított 1958. évi 9. törvényerejű rendelet módosításáról
- 1967. évi 39. törvényerejű rendelet 	 a polgári jog egyes szabályainak módosításáról
- 1967. évi 41. törvényerejű rendelet 	 a „Szerződés az államok tevékenységét szabályozó elvekről a világűr kutatása és felhasználása terén, beleértve a Holdat és más égitesteket” című, Moszkvában, Londonban és Washingtonban 1967. január 27-én aláírt szerződés kihirdetéséről[2]
- 1967. évi 42. törvényerejű rendelet 	 az állatok levágásáról, valamint az állatok és húskészítmények forgalmáról

### Kormányrendeletek
- 3/1967. (I. 29.) Korm. rendelet A gyermekgondozási segélyről

### Kormányhatározatok
- 1024/1967. (VIII. 8.) Korm. határozat a Magyar Honvédelmi Szövetségről

### Miniszteri rendeletek
- 1/1967. (II. 26.) FM rendelet  A termelőszövetkezeti tagok gyermekgondozási segélyéről
- 5/1967. (V. 23.) ÉVM rendelet az építő- és építőanyagipari szakmában szerzett technikai minimum vizsgabizonyítványok képesítő jellegéről
- 1/1967. (VI. 24.) IM rendelet a letenyei járásbíróság megszüntetéséről
- 8/1967. (X. 8.) MüM rendelet Az egyes szociális-kulturális juttatásokról